# Charles Derennes
Charles Derennes, né le 4 août 1882 à Villeneuve-sur-Lot et mort le 27 avril 1930 à Paris, est un écrivain français.

## Biographie
Fils de Gustave Derennes (1858-1889), professeur agrégé d'histoire puis inspecteur d'académie et écrivain breton, né en Charente et originaire de la Mayenne, et de Marthe Cassan, fille d'un boulanger et négociant en grains aquitain du Villeneuvois, il passe son enfance à Villeneuve-sur-Lot. En 1892, il entre au lycée de Talence, dans la banlieue de Bordeaux, où il fait toutes ses études secondaires ; il y rencontre le poète Dacquois Émile Despax (1881-1915), et Marcel Gounouilhou (1882-1939), futur directeur du quotidien La Petite Gironde auquel il collaborera, avec lesquels il restera lié.
Bachelier en 1899, destiné à une carrière d'enseignant par tradition familiale, il monte à Paris préparer le concours d'entrée à l'École normale supérieure au Lycée Henri-IV et au Lycée Louis-le-Grand d'où il se fait renvoyer. Il suit des cours à la Sorbonne, obtient une licence en lettres en 1903, fréquente les salons littéraires comme celui d'Anna de Noailles et les soirées poétiques de la revue La Plume au Caveau du Soleil d'Or.
En 1907, il reçoit le prix Archon-Despérouses.
Le 11 mai 1909, il épouse à Paris Rosita Finaly, l’une des filles du banquier Hugo Finaly, fondateur de la Banque de Paris et des Pays-Bas, union malheureuse qui se solde par un divorce le 19 janvier 1911. Pendant la Grande Guerre, il est infirmier militaire dans le Sud-Ouest (Marmande, Lévignac-de-Guyenne et Toulouse). Il épouse en secondes noces à Paris, le 23 mars 1916, sa compagne Christiane (Jeanne Petit pour l'état civil). Réformé en 1917, il se fixe temporairement dans les Landes. Très attaché à son Sud-Ouest natal qui occupe une grande place dans son œuvre, il est un habitué de la terre gasconne depuis l'enfance et, dès 1905, il a fait partie du groupe d'écrivains (Rosny jeune, Paul Margueritte, Maxime Leroy notamment) qui, au début du XXe siècle, a fait connaître Hossegor où il séjourne régulièrement jusqu'au début des années 1920.
Le 10 décembre 1924, il obtient le prix Femina pour Émile et les autres, troisième volume de la série du Bestiaire sentimental. Nommé chevalier de la Légion d’honneur le 4 janvier 1925, il meurt le 27 avril 1930 puis est inhumé à Villeneuve-sur-Lot.

## Œuvre littéraire
Poète, romancier, conteur, essayiste et critique, Charles Derennes a débuté jeune dans le monde des lettres, mais la notoriété et le succès sont venus progressivement.  Il a publié plus de cinquante livres en quelque vingt-cinq années de carrière, et a collaboré dans le même temps à de nombreux journaux et revues (L’Auto, La Baïonnette, Bonsoir, Burdigala, Le Divan, Le Double Bouquet, Les Écrits nouveaux, L’Ermitage, J’ai vu..., Le Journal, Les Maîtres de la Plume, Le Matin, Le Mercure de France, La Muse française, La Petite Gironde, La Plume, La Renaissance latine, La Revue bleue, La Revue de France, La Revue de Paris, La Revue hebdomadaire, La Vie française, La Vie parisienne...). Il a obtenu un beau succès public, surtout après la guerre, plusieurs prix dont le Femina en 1924, et la critique lui a toujours été favorable.
On connaît de lui ses superbes recueils de poèmes dans lesquels  il a fait preuve d’une maîtrise parfaite de la prosodie, d’une perfection de la forme, d’une richesse de l’inspiration et de l’émotion : L'Enivrante Angoisse, La Tempête, La Chanson des Deux Jeunes Filles ou Perséphone. On lui doit aussi un volume de poèmes occitans, Romivatge, langue qu'il pratiquait à l'écrit comme à l'oral depuis sa jeunesse.
Après L'Amour fessé et Le Peuple du Pôle, il a publié avant la guerre des romans « parisiens » et galants qui ont initialement paru dans l'hebdomadaire La Vie Parisienne : Les Caprices de Nouche, Le Béguin des Muses, Le Miroir des pécheresses, Nique et ses cousines. Par la suite et jusqu'à son décès, il publie d'autres romans, d'inégal intérêt, au nombre desquels : La Nuit d'été, Cassinou va-t-en guerre, La Petite Faunesse, Le Renard bleu, Mon Gosse..., Ouily et Bibi, Amours basques, Le Pauvre et son chien. Ajoutons à cette liste des recueils de contes et de nouvelles : Le Pèlerin de Gascogne et Les Conquérants d'idoles.
C'est incontestablement son Bestiaire sentimental qui l’a popularisé auprès du grand public après la guerre et qui compte trois volumes : Vie de Grillon, La Chauve-Souris et Emile et les autres. Il s’est livré dans ces récits à une observation à la fois attentive, passionnée, tendre et émerveillée d’animaux qui ont peuplé son univers depuis l’enfance (grillons, chauves-souris, chats, grenouilles...). En "marge" à cette série, on peut ajouter un volume de souvenirs d'enfance, L'Enfant dans l'herbe, deux romans, Mouti, chat de Paris, et Mouti, fils de Mouti, et de nouveaux récits réunis dans le volume Dieu, les Bêtes et Nous. Les Porte-Bonheur.

## Œuvres

### Poèmes
- L'Énivrante angoisse, Librairie Paul Ollendorff, 1904.
- La Tempête, Ollendorff, 1906.
- La Chanson des deux Jeunes Filles, À la Belle Édition, 1918.
- Perséphone, Garnier, 1920.
- Le Livre d'Annie, François Bernouard, 1921.
- La Fontaine Jouvence, Garnier, 1923.
- La Princesse, "Les Amis d'Edouard", 1924.
- Romivatge, Samatan, Editorial Occitan, "Amics del Libre Occitan", 1924 (poèmes en langue occitane).
- Premières poésies, Albert Messein, 1925 (reprend L'Énivrante angoisse et La Tempête).

### Œuvres en prose
- L'Amour fessé, Mercure de France, 1906, roman.
- Le Peuple du Pôle, Mercure de France, 1907, roman.
- La Vie et la Mort de M. de Tournèves, Bernard Grasset, 1907, roman.
- La Guenille, Louis-Michaud, 1908, roman.
- Les Caprices de Nouche, ill. d'Édouard Touraine, Éditions de la Vie Parisienne, 1909, roman.
- Le Béguin des Muses, Éditions de la Vie Parisienne, 1912, roman.
- Le Miroir des Pécheresses, Louis-Michaud, 1912, roman.
- Les Enfants sages, Louis-Michaud, 1913, roman.
- Nique et ses Cousines, Louis-Michaud, 1914, roman.
- La Nuit d'été, L'Édition, 1914, roman.
- Cassinou va-t-en guerre, L'Édition française illustrée, 1917, roman.
- Leur tout petit cœur, La Renaissance du Livre, 1918, roman.
- Le Pèlerin de Gascogne, L'Édition française illustrée, 1918, contes et récits.
- La Petite Faunesse, L'Édition, 1918, roman.
- Les Conquérants d'idoles, L'Édition française illustrée (illustrations de Charles Genty), puis Georges-Crès, 1919, roman.
- Les Bains dans le Pactole, Albin Michel, 1919, roman.
- L'Aventure de Roland Ombreval, poète – 1830, Société anonyme d'édition et de librairie, 1920, roman.
- Vie de Grillon, Albin Michel, 1920, essai.
- Le Renard bleu, Albin Michel, 1921, roman.
- Le Beau Max, Ferenczi, 1921, roman.
- La Chauve-Souris, Albin Michel, 1922, essai.
- Le Pou et l'Agneau, Ferenczi, 1923, roman.
- Mon Gosse..., Baudinière, 1923, roman.
- Bellurot, Éditions du Monde moderne, 1924, roman.
- Émile et les autres, Albin Michel, 1924, essai.
- L'Enfant dans l'herbe, Ferenczi, 1925, récit.
- Ouily et Bibi, Albert Messein, 1925, roman.
- Le Mirage sentimental, Éditions de la Nouvelle Revue critique, 1925 (reprend La Vie et la Mort de M. de Tournèves et L'Aventure de Roland Ombreval, poète).
- Gaby, mon amour, Albin Michel, 1925, roman (réédition de La Nuit d'été).
- Les Petites alliances, Albin Michel, 1925, roman.
- La Fortune et le Jeu. Le jeu, les jeux et l’activité humaine, Ed. Georges Anquetil, 1926, essai.
- Mouti, chat de Paris, Albin Michel, 1926, roman.
- Amours et Crimes, Éditions de France, 1927, essai historique.
- Mouti, fils de Mouti, Éditions de la Nouvelle Revue critique, 1927, roman.
- Les Cocus célèbres, Éditions de France, 1927, essai historique.
- Amours basques, Nouvelle Société d'Édition, 1928, roman.
- La Mort du Prince impérial, Hachette, 1928, essai historique.
- Les Noces sur la banquise, Éditions de la Nouvelle Revue critique, 1928, roman.
- Le Pauvre et son chien, La Renaissance du Livre, 1930, roman.
- Dieu, les Bêtes et Nous. Les Porte-Bonheur, Éditions des Portiques, 1930, essai.

### Ouvrages écrits en collaboration
- La Grande Anthologie, la seule qui ne publie que de l’inédit, Louis-Michaud, s. d. [1914], recueils de pastiches littéraires écrits notamment en collaboration avec Pierre Benoit et Charles Perrot.
- La Pléiade, Librairie de France, 1921, recueil de poèmes de la comtesse de Noailles, Pierre Camo, Charles Derennes, Joachim Gasquet, Xavier de Magallon, Fernand Mazade, Paul Valéry.
- Journal des Goncours. Mémoires de la vie littéraire par un groupe d’indiscrets (partie inédite). Année 1896, La Renaissance du Livre, s. d. [1921], pastiche littéraire attribué à Pierre Benoit auquel il a étroitement collaboré avec d'autres auteurs comme Léon Deffoux.
- Un train entre en gare, Éditions du Siècle, 1924, roman signé Henri Seguin, mystification littéraire à laquelle ont aussi collaboré Pierre Benoit, Tristan Derème et d'autres auteurs.
- Le Jocond, Éditions du Siècle, 1925, autre roman signé Henri Seguin, mystification des mêmes.
- "La Promenade Euskadienne. Notes et Souvenirs du Pays basque, 1892-1927", dans Le Pays basque, par Charles Derennes, François de Vaux de Foletier, Hector Talvart, préface de Thierry Sandre, La Rochelle, Éditions d'art Raymond Bergevin, 1927.
- "Le Limousin, le Quercy et le Périgord", dans Le Visage de la France [collectif], Éditions des Horizons de France, 1927, fasc. 14.
- Le Nouveau Livre de la Pléiade, Librairie de France, F. Sant'Andrea, 1928, recueil de poèmes de Joachim Gasquet, la Comtesse de Noailles, Pierre Camo, Charles Derennes, Xavier de Magallon, Fernand Mazade, Paul Valéry.
- "La dompteuse", dans La Femme, selon [collectif], Baudinière, 1928.
- "Gens et Bêtes de Gascogne", dans Sud-Ouest. Béarn, Pays basque, Côte d'Argent, Gascogne, par Xavier de Cardaillac, Charles Derennes, François Duhourcau, Pierre Frondaie, Étienne Huyard, Francis Jammes, Hervé Lauwick, Maxime Leroy, François Mauriac, Joseph de Pesquidoux, J. H. Rosny Jeune, dessins de P.-G. Rigaud, Léon Fauret, Suzanne Labatut, Hossegor, Librairie D. Chabas, 1930.

## Pour approfondir